# 197
Правління Луція Севера в Римській імперії. Громадянська війна.
У Китаї править династія Хань, в Індії — Кушанська імперія.

## Події
- 19 лютого у битві при Лугдуні Септімій Север переміг Клодія Альбіна. Альбін вчинив самогубство.
- Повернувшись у Рим Север стратив близько 30 прихильників Альбіна в Сенаті й проголосив військову диктатуру.
- Римські війська повернулися у Месопотамію, розграбили царський палац у Ктесифоні, захопили багато рабів.
- Север відновив римську провінцію Месопотамія.
- Гален опублікував свою «Фармакологію».

## Народились
Див. також Категорія:Народились 197

## Померли
Див. також Категорія:Померли 197
- Узурпатор Клодій Альбін.
- Тит Флавій Сульпіціан — римський сенатор і консул